# Rolf Krusmann
Rolf Krusmann (Münster, República Federal Alemana, 6 de octubre de 1941) fue un atleta alemán especializado en la prueba de 4x400 m, en la que consiguió ser subcampeón europeo en 1966.

## Carrera deportiva
En el Campeonato Europeo de Atletismo de 1966 ganó la medalla de plata en los relevos de 4x400 metros, con un tiempo de 3:04.8 segundos, tras Polonia (oro con 3:04.5 s que fue récord de los campeonatos) y por delante de Alemania del Este (bronce).
Cuatro años después, en el Campeonato Europeo de Atletismo en Pista Cubierta de 1972 ganó la medalla de plata en los relevos de 4x360 metros, con un tiempo de 3:11.9 segundos, tras Polonia y por delante de Francia.